# Fred Licht
Fred Stephen Licht (ur. 1928 w Berlinie, zm. 2019) – niemiecki historyk i krytyk sztuki, profesor uniwersytecki, kurator muzealny. Specjalista w dziedzinie twórczości Francisca Goi.

## Publikacje
- Sculpture, 19th & 20th centuries, 1967
- Goya in perspective, 1973
- Goya: The Origins of the Modern Temper in Art, 1979
- Goya, 2001
- Tauromaquia: Collection Peggy Guggenheim (katalog), 1986